# الشريف بن عبد الرحمان المقراني
الشريف بن عبد الرحمان المقراني رجل حرب من أبناء قبيلة أولاد مقران. عين قائدا لقبائل الدريعات تحت سلطة ابن عمه وصديقه محمد المقراني. عند اندلاع مقاومة سنة 1871 كان ممن وقف وقاتل ضمن كتائب المقاومة في سهل مجانة حيث استشهد في معركة ساقية الرحى بجبل تافرطاست نواحي مجانة (قرب برج بوعريريج).

## أنظر أيضا
- الجزائر (المستعمرة الفرنسية)
- ثورة التحرير الجزائرية